# 2019-es WEC Spái 6 órás verseny
| Pályarajz | Pályarajz                 | Pályarajz                                          |
| --------- | ------------------------- | -------------------------------------------------- |
|           |                           |                                                    |
| Győztesek |                           |                                                    |
| Kategória | Csapat                    | Versenyzők                                         |
| LMP1      | #8 Toyota Gazoo Racing    | Fernando Alonso Sébastien Buemi Nakadzsima Kazuki  |
| LMP2      | #31 DragonSpeed           | Anthony Davidson Roberto González Pastor Maldonado |
| LMGTE Pro | #97 Aston Martin Racing   | Alex Lynn Maxime Martin                            |
| LMGTE Am  | #77 Dempsey-Proton Racing | Christian Ried Riccardo Pera Matt Campbell         |

A 2019-es WEC Spái 6 órás verseny a Hosszútávú-világbajnokság 2018–19-es szezonjának hetedik futama volt, amelyet május 2. és május 4. között tartottak meg a Circuit de Spa-Francorchamps versenypályán. A fordulót Fernando Alonso, Sébastien Buemi és Nakadzsima Kazuki triója nyerte meg, akik a hibridhajtású Toyota Gazoo Racing csapatának versenyautóját vezették.

## Időmérő
A kategóriák leggyorsabb versenyzői vastaggal vannak kiemelve.
| Poz. | Kategória | Csapat                        | Átlagidő      | Különbség | Rajthely |
| ---- | --------- | ----------------------------- | ------------- | --------- | -------- |
| 1.   | LMP1      | #7 Toyota Gazoo Racing        | 1:53,747      | -         | 1        |
| 2.   | LMP1      | #8 Toyota Gazoo Racing        | 1:54,243      | +0,496    | 2        |
| 3.   | LMP1      | #17 SMP Racing                | 1:54,711      | +0,964    | 3        |
| 4.   | LMP1      | #3 Rebellion Racing           | 1:55,640      | +1,893    | 4        |
| 5.   | LMP1      | #11 SMP Racing                | 1:56,018      | +2,271    | 5        |
| 6.   | LMP1      | #1 Rebellion Racing           | 1:56,021      | +2,274    | 6        |
| 7.   | LMP2      | #26 G-Drive Racing            | 2:00,674      | +6,927    | 7        |
| 8.   | LMP2      | #38 Jackie Chan DC Racing     | 2:01,225      | +7,478    | 8        |
| 9.   | LMP2      | #37 Jackie Chan DC Racing     | 2:01.558      | +7.811    | 9        |
| 10.  | LMP2      | #31 DragonSpeed               | 2:01,816      | +8,069    | 10       |
| 11.  | LMP2      | #36 Signatech Alpine Matmut   | 2:01,832      | +8,085    | 11       |
| 12.  | LMP1      | #4 ByKolles Racing Team       | 2:02,246      | +8,499    | 12       |
| 13.  | LMP2      | #29 Racing Team Nederland     | 2:03,959      | +10,212   | 13       |
| 14.  | LMP2      | #28 TDS Racing                | 2:04,967      | +11,220   | 14       |
| 15.  | LMP2      | #29 Larbre Compétition        | 2:06,234      | +12,487   | 15       |
| 16.  | LMGTE Pro | #67 Ford Chip Ganassi Team UK | 2:12,885      | +19,138   | 16       |
| 17.  | LMGTE Pro | #97 Aston Martin Racing       | 2:12,952      | +19,205   | 17       |
| 18.  | LMGTE Pro | #82 BMW Team MTEK             | 2:12,977      | +19,230   | 18       |
| 19.  | LMGTE Pro | #81 BMW Team MTEK             | 2:13,313      | +19,566   | 19       |
| 20.  | LMGTE Pro | #95 Aston Martin Racing       | 2:13,341      | +19,594   | 20       |
| 21.  | LMGTE Pro | #66 Ford Chip Ganassi Team UK | 2:13,392      | +19,645   | 21       |
| 22.  | LMGTE Pro | #92 Porsche GT Team           | 2:13,683      | +19,936   | 22       |
| 23.  | LMGTE Pro | #91 Porsche GT Team           | 2:13,836      | +20,089   | 23       |
| 24.  | LMGTE Pro | #51 AF Corse                  | 2:14,060      | +20,313   | 24       |
| 25.  | LMGTE Pro | #71 AF Corse                  | 2:14,182      | +20,435   | 25       |
| 26.  | LMGTE Am  | #90 TF Sport                  | 2:16,061      | +22,314   | 26       |
| 27   | LMGTE Am  | #88 Dempsey-Proton Racing     | 2:16,171      | +22,424   | 27       |
| 28.  | LMGTE Am  | #56 Team Project 1            | 2:16,390      | +22,643   | 28       |
| 29.  | LMGTE Am  | #77 Dempsey-Proton Racing     | 2:17,005      | +23,258   | 29       |
| 30.  | LMGTE Am  | #98 Aston Martin Racing       | 2:17,093      | +23,346   | 30       |
| 31.  | LMGTE Am  | #54 Spirit of Race            | 2:17,173      | +23,426   | 31       |
| 32.  | LMGTE Am  | #61 Clearwater Racing         | 2:17,288      | +23,541   | 32       |
| 33.  | LMGTE Am  | #86 Gulf Racing               | 2:19,225      | +25,478   | 33       |
| 34.  | LMGTE Am  | #70 MR Racing                 | idő nélkül[a] | —         | 34       |

Megjegyzés:
- ↑ a:  Isikava Motoaki balesete miatt a #70-es rajtszámú MR Racing csapata nem teljesített mért kört.

## Verseny
A résztvevőknek legalább a versenytáv 70%-át (93 kört) teljesíteniük kellett ahhoz, hogy az elért eredményüket értékeljék. A kategóriák leggyorsabb versenyzői vastaggal vannak kiemelve.
| Helyezés | Kategória | #  | Csapat                    | Versenyzők                                              | Kasztni                      | Gumi | Kör | Idő/Hátrány/Kiesés |
| Helyezés | Kategória | #  | Csapat                    | Versenyzők                                              | Motor                        | Gumi | Kör | Idő/Hátrány/Kiesés |
| -------- | --------- | -- | ------------------------- | ------------------------------------------------------- | ---------------------------- | ---- | --- | ------------------ |
| 1.       | LMP1      | 8  | Toyota Gazoo Racing       | Fernando Alonso Sébastien Buemi Nakadzsima Kazuki       | Toyota TS050 Hybrid          | M    | 133 | 5:44:41,101        |
| 1.       | LMP1      | 8  | Toyota Gazoo Racing       | Fernando Alonso Sébastien Buemi Nakadzsima Kazuki       | Toyota 2.4L Turbo V6         | M    | 133 | 5:44:41,101        |
| 2.       | LMP1      | 3  | Rebellion Racing          | Nathanaël Berthon Thomas Laurent Gustavo Menezes        | Rebellion R13                | M    | 132 | +1 kör             |
| 2.       | LMP1      | 3  | Rebellion Racing          | Nathanaël Berthon Thomas Laurent Gustavo Menezes        | Gibson GL458 4.5L V8         | M    | 132 | +1 kör             |
| 3.       | LMP1      | 11 | SMP Racing                | Mihail Aljosin Vitalij Petrov Stoffel Vandoorne         | BR Engineering BR1           | M    | 132 | +1 kör             |
| 3.       | LMP1      | 11 | SMP Racing                | Mihail Aljosin Vitalij Petrov Stoffel Vandoorne         | AER P60B 2.4L Turbo V6       | M    | 132 | +1 kör             |
| 4.       | LMP1      | 17 | SMP Racing                | Jegor Orudzsev Stéphane Sarrazin Szergej Szirotkin      | BR Engineering BR1           | M    | 131 | +2 kör             |
| 4.       | LMP1      | 17 | SMP Racing                | Jegor Orudzsev Stéphane Sarrazin Szergej Szirotkin      | AER P60B 2.4L Turbo V6       | M    | 131 | +2 kör             |
| 5.       | LMP1      | 1  | Rebellion Racing          | Neel Jani André Lotterer Bruno Senna                    | Rebellion R13                | M    | 130 | +3 kör             |
| 5.       | LMP1      | 1  | Rebellion Racing          | Neel Jani André Lotterer Bruno Senna                    | Gibson GL458 4.5L V8         | M    | 130 | +3 kör             |
| 6.       | LMP1      | 7  | Toyota Gazoo Racing       | Mike Conway Kobajasi Kamui José María López             | Toyota TS050 Hybrid          | M    | 129 | +4 kör             |
| 6.       | LMP1      | 7  | Toyota Gazoo Racing       | Mike Conway Kobajasi Kamui José María López             | Toyota 2.4L Turbo V6         | M    | 129 | +4 kör             |
| 7.       | LMP2      | 31 | DragonSpeed               | Anthony Davidson Roberto Gonzalez Pastor Maldonado      | Oreca 07                     | M    | 129 | +4 kör             |
| 7.       | LMP2      | 31 | DragonSpeed               | Anthony Davidson Roberto Gonzalez Pastor Maldonado      | Gibson GK428 4.2L V8         | M    | 129 | +4 kör             |
| 8.       | LMP2      | 26 | G-Drive Racing            | Roman Ruszinov Job van Uitert Jean-Éric Vergne          | Aurus 01                     | D    | 129 | +4 kör             |
| 8.       | LMP2      | 26 | G-Drive Racing            | Roman Ruszinov Job van Uitert Jean-Éric Vergne          | Gibson GK428 4.2L V8         | D    | 129 | +4 kör             |
| 9.       | LMP2      | 36 | Singatech Alpine Matmut   | Nicolas Lapierre André Negrão Pierre Thiriet            | Alpine A470                  | M    | 129 | +4 kör             |
| 9.       | LMP2      | 36 | Singatech Alpine Matmut   | Nicolas Lapierre André Negrão Pierre Thiriet            | Gibson GK428 4.2L V8         | M    | 129 | +4 kör             |
| 10.      | LMP2      | 38 | Jackie Chan DC Racing     | Gabriel Aubry Stéphane Richelmi Ho-Pin Tung             | Oreca 07                     | D    | 129 | +4 kör             |
| 10.      | LMP2      | 38 | Jackie Chan DC Racing     | Gabriel Aubry Stéphane Richelmi Ho-Pin Tung             | Gibson GK428 4.2L V8         | D    | 129 | +4 kör             |
| 11.      | LMP2      | 28 | TDS Racing                | Norman Nato François Perrodo Matthieu Vaxivière         | Oreca 07                     | D    | 128 | +5 kör             |
| 11.      | LMP2      | 28 | TDS Racing                | Norman Nato François Perrodo Matthieu Vaxivière         | Gibson GK428 4.2L V8         | D    | 128 | +5 kör             |
| 12.      | LMP2      | 29 | Racing Team Nederland     | Frits van Eerd Giedo van der Garde Nyck de Vries        | Dallara P217                 | M    | 127 | +6 kör             |
| 12.      | LMP2      | 29 | Racing Team Nederland     | Frits van Eerd Giedo van der Garde Nyck de Vries        | Gibson GK428 4.2L V8         | M    | 127 | +6 kör             |
| 13.      | LMP2      | 37 | Jackie Chan DC Racing     | David Heinemeier Hansson Jordan King Will Stevens       | Oreca 07                     | D    | 127 | +6 kör             |
| 13.      | LMP2      | 37 | Jackie Chan DC Racing     | David Heinemeier Hansson Jordan King Will Stevens       | Gibson GK428 4.2L V8         | D    | 127 | +6 kör             |
| 14.      | LMP2      | 50 | Larbre Compétition        | Nicholas Boulle Erwin Creed Romano Ricci                | Ligier JS P217               | M    | 126 | +7 kör             |
| 14.      | LMP2      | 50 | Larbre Compétition        | Nicholas Boulle Erwin Creed Romano Ricci                | Gibson GK428 4.2L V8         | M    | 126 | +7 kör             |
| 15.      | LMGTE Pro | 97 | Aston Martin Racing       | Alex Lynn Maxime Martin                                 | Aston Martin Vantage AMR     | M    | 124 | +9 kör             |
| 15.      | LMGTE Pro | 97 | Aston Martin Racing       | Alex Lynn Maxime Martin                                 | Aston Martin 4.0L Turbo V8   | M    | 124 | +9 kör             |
| 16.      | LMGTE Pro | 51 | AF Corse                  | James Calado Alessandro Pier Guidi                      | Ferrari 488 GTE Evo          | M    | 124 | +9 kör             |
| 16.      | LMGTE Pro | 51 | AF Corse                  | James Calado Alessandro Pier Guidi                      | Ferrari F154CB 3.9L Turbo V8 | M    | 124 | +9 kör             |
| 17.      | LMGTE Pro | 92 | Porsche GT Team           | Michael Christensen Kévin Estre                         | Porsche 911 RSR              | M    | 124 | +9 kör             |
| 17.      | LMGTE Pro | 92 | Porsche GT Team           | Michael Christensen Kévin Estre                         | Porsche 4.0L Flat 6          | M    | 124 | +9 kör             |
| 18.      | LMGTE Pro | 82 | BMW Team MTEK             | António Félix da Costa Augusto Farfus                   | BMW M8 GTE                   | M    | 124 | +9 kör             |
| 18.      | LMGTE Pro | 82 | BMW Team MTEK             | António Félix da Costa Augusto Farfus                   | BMW S63 4.0L Turbo V8        | M    | 124 | +9 kör             |
| 19.      | LMGTE Pro | 67 | Ford Chip Ganassi Team UK | Andy Priaulx Harry Tincknell                            | Ford GT                      | M    | 124 | +9 kör             |
| 19.      | LMGTE Pro | 67 | Ford Chip Ganassi Team UK | Andy Priaulx Harry Tincknell                            | Ford EcoBoost 3.5L Turbo V6  | M    | 124 | +9 kör             |
| 20.      | LMGTE Pro | 71 | AF Corse                  | Sam Bird Davide Rigon                                   | Ferrari 488 GTE Evo          | M    | 124 | +9 kör             |
| 20.      | LMGTE Pro | 71 | AF Corse                  | Sam Bird Davide Rigon                                   | Ferrari F154CB 3.9L Turbo V8 | M    | 124 | +9 kör             |
| 21.      | LMGTE Pro | 95 | Aston Martin Racing       | Marco Sørensen Nicki Thiim                              | Aston Martin Vantage AMR     | M    | 124 | +9 kör             |
| 21.      | LMGTE Pro | 95 | Aston Martin Racing       | Marco Sørensen Nicki Thiim                              | Aston Martin 4.0L Turbo V8   | M    | 124 | +9 kör             |
| 22.      | LMGTE Pro | 91 | Porsche GT Team           | Gianmaria Bruni Richard Lietz                           | Porsche 911 RSR              | M    | 124 | +9 kör             |
| 22.      | LMGTE Pro | 91 | Porsche GT Team           | Gianmaria Bruni Richard Lietz                           | Porsche 4.0L Flat 6          | M    | 124 | +9 kör             |
| 23.      | LMGTE Pro | 81 | BMW Team MTEK             | Nick Catsburg Martin Tomczyk                            | BMW M8 GTE                   | M    | 124 | +9 kör             |
| 23.      | LMGTE Pro | 81 | BMW Team MTEK             | Nick Catsburg Martin Tomczyk                            | BMW S63 4.0L Turbo V8        | M    | 124 | +9 kör             |
| 24.      | LMGTE Pro | 66 | Ford Chip Ganassi Team UK | Stefan Mücke Olivier Pla                                | Ford GT                      | M    | 123 | +10 kör            |
| 24.      | LMGTE Pro | 66 | Ford Chip Ganassi Team UK | Stefan Mücke Olivier Pla                                | Ford EcoBoost 3.5L Turbo V6  | M    | 123 | +10 kör            |
| 25.      | LMGTE Am  | 77 | Dempsey – Proton Racing   | Matt Campbell Riccardo Pera Christian Ried              | Porsche 911 RSR              | M    | 122 | +11 kör            |
| 25.      | LMGTE Am  | 77 | Dempsey – Proton Racing   | Matt Campbell Riccardo Pera Christian Ried              | Porsche 4.0L Flat 6          | M    | 122 | +11 kör            |
| 26.      | LMGTE Am  | 90 | TF Sport                  | Charlie Eastwood Euan Hankey Salih Yoluç                | Aston Martin Vantage GTE     | M    | 122 | +11 kör            |
| 26.      | LMGTE Am  | 90 | TF Sport                  | Charlie Eastwood Euan Hankey Salih Yoluç                | Aston Martin 4.5L V8         | M    | 122 | +11 kör            |
| 27.      | LMGTE Am  | 61 | Clearwater Racing         | Matteo Cressoni Matt Griffin Luís Pérez Companc         | Ferrari 488 GTE Evo          | M    | 122 | +11 kör            |
| 27.      | LMGTE Am  | 61 | Clearwater Racing         | Matteo Cressoni Matt Griffin Luís Pérez Companc         | Ferrari F154CB 3.9L Turbo V8 | M    | 122 | +11 kör            |
| 28.      | LMGTE Am  | 54 | Spirit of Race            | Francesco Castellacci Giancarlo Fisichella Thomas Flohr | Ferrari 488 GTE Evo          | M    | 122 | +11 kör            |
| 28.      | LMGTE Am  | 54 | Spirit of Race            | Francesco Castellacci Giancarlo Fisichella Thomas Flohr | Ferrari F154CB 3.9L Turbo V8 | M    | 122 | +11 kör            |
| 29.      | LMGTE Am  | 56 | Team Project 1            | Jörg Bergmeister Patrick Lindsey Egidio Perfetti        | Porsche 911 RSR              | M    | 122 | +11 kör            |
| 29.      | LMGTE Am  | 56 | Team Project 1            | Jörg Bergmeister Patrick Lindsey Egidio Perfetti        | Porsche 4.0L Flat 6          | M    | 122 | +11 kör            |
| 30.      | LMGTE Am  | 98 | Aston Martin Racing       | Paul Dalla Lana Pedro Lamy Mathias Lauda                | Aston Martin Vantage GTE     | M    | 121 | +12 kör            |
| 30.      | LMGTE Am  | 98 | Aston Martin Racing       | Paul Dalla Lana Pedro Lamy Mathias Lauda                | Aston Martin 4.5L V8         | M    | 121 | +12 kör            |
| 31.      | LMGTE Am  | 86 | Gulf Racing               | Ben Barker Thomas Preining Michael Wainwright           | Porsche 911 RSR              | M    | 121 | +12 kör            |
| 31.      | LMGTE Am  | 86 | Gulf Racing               | Ben Barker Thomas Preining Michael Wainwright           | Porsche 4.0L Flat 6          | M    | 121 | +12 kör            |
| 32.      | LMGTE Am  | 70 | MR Racing                 | Olivier Beretta Eddie Cheever III Isikava Motoaki       | Ferrari 488 GTE Evo          | M    | 120 | +13 kör            |
| 32.      | LMGTE Am  | 70 | MR Racing                 | Olivier Beretta Eddie Cheever III Isikava Motoaki       | Ferrari F154CB 3.9L Turbo V8 | M    | 120 | +13 kör            |
| 33.      | LMGTE Am  | 88 | Dempsey – Proton Racing   | Matteo Cairoli Gianluca Roda Giorgio Roda               | Porsche 911 RSR              | M    | 115 | +18 kör            |
| 33.      | LMGTE Am  | 88 | Dempsey – Proton Racing   | Matteo Cairoli Gianluca Roda Giorgio Roda               | Porsche 4.0L Flat 6          | M    | 115 | +18 kör            |
| 34.      | LMP1      | 4  | ByKolles Racing Team      | Tom Dillmann Paolo Ruberti Oliver Webb                  | ENSO CLM P1/01               | M    | 95  | +38 kör            |
| 34.      | LMP1      | 4  | ByKolles Racing Team      | Tom Dillmann Paolo Ruberti Oliver Webb                  | Gibson GL458 4.5L V8         | M    | 95  | +38 kör            |

## A világbajnokság állása a versenyt követően
LMP1 (Teljes táblázat)
| H  | Versenyzők                                        | Pont | H  | Konstruktőrök        | Pont |
| -- | ------------------------------------------------- | ---- | -- | -------------------- | ---- |
| 1. | Fernando Alonso Sébastien Buemi Nakadzsima Kazuki | 160  | 1. | Toyota Gazoo Racing  | 177  |
| 2. | Mike Conway Kobajasi Kamui José María López       | 129  | 2. | Rebellion Racing     | 116  |
| 3. | Thomas Laurent Gustavo Menezes                    | 99   | 3. | SMP Racing           | 86   |
| 4. | Mathias Beche                                     | 73   | 4. | ByKolles Racing Team | 22,5 |
| 5. | Neel Jani André Lotterer Bruno Senna              | 73   | 5. | DragonSpeed          | 8,5  |

GT (Teljes táblázat)
| H  | Versenyzők                         | Pont | H  | Konstruktőrök | Pont |
| -- | ---------------------------------- | ---- | -- | ------------- | ---- |
| 1. | Michael Christensen Kévin Estre    | 140  | 1. | Porsche       | 246  |
| 2. | Richard Lietz Gianmaria Bruni      | 104  | 2. | Ferrari       | 153  |
| 3. | James Calado Alessandro Pier Guidi | 98,5 | 3. | Ford          | 137  |
| 4. | Stefan Mücke Olivier Pla           | 70   | 4. | Aston Martin  | 133  |
| 5. | Andy Priaulx Harry Tincknell       | 67   | 5. | BMW           | 101  |

LMP2 (Teljes táblázat)
| H  | Versenyzők                                   | Pont | H  | Konstruktőrök             | Pont |
| -- | -------------------------------------------- | ---- | -- | ------------------------- | ---- |
| 1. | Nicolas Lapierre André Negrão Pierre Thiriet | 143  | 1. | Signatech Alpine Matmut   | 143  |
| 2. | Ho-Pin Tung Gabriel Aubry Stéphane Richelmi  | 139  | 2. | #38 Jackie Chan DC Racing | 139  |
| 3. | Roberto González Pastor Maldonado            | 117  | 3. | #37 Jackie Chan DC Racing | 138  |
| 4. | Jazeman Jaafar Weiron Tan Nabil Jeffri       | 98   | 4. | Racing Team Nederland     | 117  |
| 5. | Anthony Davidson                             | 83   | 5. | DragonSpeed               | 70   |

LMGTE Am (Teljes táblázat)
| H  | Versenyzők                                              | Pont | H  | Konstruktőrök         | Pont |
| -- | ------------------------------------------------------- | ---- | -- | --------------------- | ---- |
| 1. | Jörg Bergmeister Patrick Lindsey Egidio Perfetti        | 113  | 1. | Team Project 1        | 113  |
| 2. | Francesco Castellacci Giancarlo Fisichella Thomas Flohr | 90   | 2. | Spirit of Race        | 90   |
| 3. | Salih Yoluç Charlie Eastwood                            | 87   | 3. | TF Sport              | 87   |
| 4. | Christian Ried Matt Campbell                            | 83   | 4. | Dempsey-Proton Racing | 83   |
| 5. | Paul Dalla Lana Pedro Lamy Mathias Lauda                | 77   | 5. | Aston Martin Racing   | 77   |